# Jardin du Moulin-des-Trois-Cornets
Le jardin du Moulin-des-Trois-Cornets est un espace vert du 14e arrondissement de Paris, en France.

## Situation et accès
Le jardin est accessible par le 3 ter, rue Raymond-Losserand.
Il est desservi par la ligne 13 à la station Gaîté.

## Origine du nom
Le nom rappelle que cet emplacement était occupé par un moulin à vent appelé « moulin des Cornets » également appelé « moulin des Trois-Cornets » puis « moulin Janséniste ».

## Historique
Situé dans la ZAC Guilleminot-Vercingétorix, le jardin est créé en 1999.